# کوه چیمنی
کوه چیمنی (به انگلیسی: Chimney Peak) یک کوه در ایالات متحده آمریکا است که در شهرستان جفرسون، واشینگتن واقع شده‌است. کوه چیمنی ۲٬۱۰۸٫۳۳ متر بالاتر از سطح دریا واقع شده‌است.